# Porocottus tentaculatus
Porocottus tentaculatus és una espècie de peix pertanyent a la família dels còtids.

## Descripció
- Fa 8 cm de llargària màxima.[6][7]

## Hàbitat
És un peix marí, demersal i de clima temperat que viu entre 0-30 m de fondària.

## Distribució geogràfica
Es troba al Pacífic nord-occidental: des de Corea del Sud i el nord de Hokkaido (el Japó) fins al nord del mar del Japó i el sud de les illes Kurils.

## Observacions
És inofensiu per als humans.